# Преколука
Преколука (алб. Prekolluk) је насељено место у општини Дечани, на Косову и Метохији. Према попису становништва из 2011. у насељу је живело 288 становника.

## Становништво
Према попису из 2011. године, Преколука има следећи етнички састав становништва:
| Националност | 2011.        |
| Албанци      | 287 (99,65%) |
| недоступно   | 1 (0,35%)    |
| Укупно       | 288          |

| Демографија | Демографија | Демографија |
| Година      | Становника  | Становника  |
| ----------- | ----------- | ----------- |
| 1948.       | 174         |             |
| 1953.       | 196         |             |
| 1961.       | 233         |             |
| 1971.       | 247         |             |
| 1981.       | 291         |             |
| 1991.       | 313         |             |
| 2011.       | 288         |             |